# Tomáš Jaroš

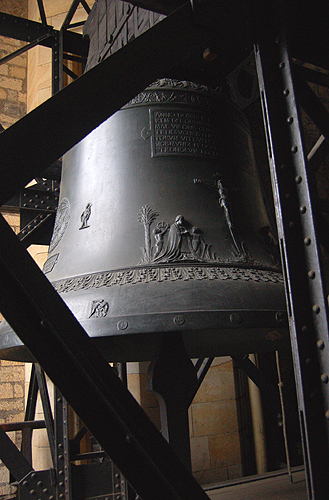
Zvon Zikmund

Tomáš Jaroš z Brna (asi 1500–1570) byl pražský zvonař, puškař a kovolijec 16. století. Mezi jeho nejznámější díla patří zvon Zikmund z roku 1549 v katedrále sv. Víta na Pražském hradu a Zpívající fontána, navržená italským sochařem Francescem Terzem, umístěná v Královské zahradě.

## Údaje o životě
Tomáš Jaroš se narodil v Brně na počátku 16. století. Působil ve Vídni jako kovolijec a puškař. Z Vídně byl odvolán Ferdinandem I. Habsburským, který ho dne 2. listopadu 1543 jmenoval královským puškařem zbrojnice na Pražském hradu. Jeho roční plat činil 120 zlatých rýnských. V Praze měl Tomáš Jaroš na Malé Straně dílnu s tovaryši a učedníky a byl členem cechu konvářského. V roce 1547 mu byla, jako přednímu pražskému kovolijci, svěřena zakázka na výrobu velkého zvonu pro katedrálu sv. Víta náhradou za zvon, který byl zničen při požáru Pražského hradu v roce 1541. Nejvýznamnějším dílem Tomáše Jaroše je odlití Zpívající fontány. Posouzení modelu Franceska Terzia z hlediska realizace a vypracování rozpočtu (jakož i pozdější ulití této kašny) mu nařídil arcivévoda Ferdinand dne 9. prosince 1562 dopisem z Křivoklátu. Při službě u dvora musel být Jaroš neustále k dispozici. Malé zakázky nebývaly zapisovány, ale z roku 1566 existuje zápis, že k pohřbu Ferdinanda I. zhotovil puškař Tomáš Jaroš korunu českou, uherskou, jablko a žezlo – a za tuto práci dostal zaplaceno 44 zlatých rýnských a 20 krejcarů. Puškař Tomáš Jaroš odlil značný počet polních děl pro císařské vojsko. (Jeden frangment Jarošova děla ulitého v roce 1547 je uložen v muzeu v Budapešti.) V roce 1569 se Jaroš vydal na rozkaz Maxmiliána II. do Košic, aby odléval děla proti vojskům Jana Zikmunda Zápolského. Poslední zpráva o Jarošovi je z jara 1570, v tomto roce patrně v Uhrách zemřel.
Už v roce 1570 prosí Jarošův německý tovaryš Wolf Hofprugger (Hofpruker) o jeho místo dvorského puškaře. Na zkoušku musel už v roce 1570 zhotovit pušku „singerin", a přestože se mu dílo nezdařilo, práci královského puškaře v roce 1571 dostal.
Vdova Barbora Jarošová se ještě dlouhá léta domáhala na královské komoře o doplatek nákladů na formování a odlití Zpívající fontány, jenž činil 1770 kop a 11 bílých grošů. Tato částka nebyla královskou komorou vyplacena v plné výši.

## Zpívající fontána

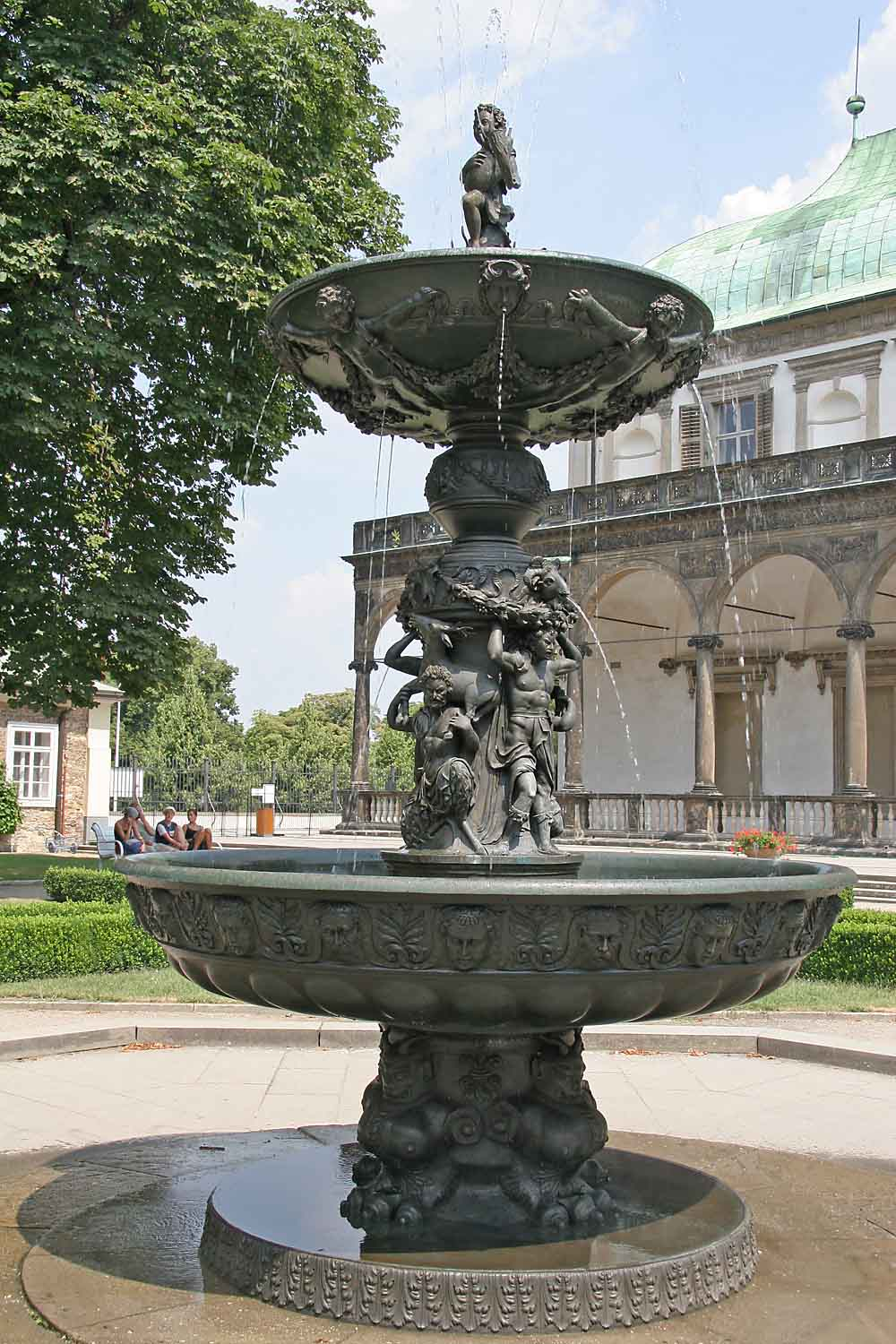
Zpívající fontána

Zpívající fontána z Královské zahradě Pražského hradu představuje hlavní Jarošovo dílo. Vytvářel ji s přestávkami v letech 1562–1568. Bronzová fontána je bohatě zdobena figurálními motivy. Jedním z Jarošových pomocníků na fontáně byl Vavřinec Křička z Bítyšky.

## Charakteristika zvonů
- Na zvonech užívá nápisy v latině a v němčině. Češtinu užívá zcela výjimečně.
- Často používá legendu: VOX MEA – VOX VITAE – VOS VOCO – AD SACRA VENITE. Tj. Hlas můj – hlas života – vás volám- ke mši pojďte.
- Užívá výhradně humanistickou majuskuli.
- Zavedl některé nové prvky do výzdoby zvonů, v českých zemích do té doby neznámé:
  - Tabulky s nápisy. Před Jarošem se nápisy psaly pouze do pásů kolem čepce.
  - Ucha s maskarony. Před Jarošem byla ucha koruny zdobená pouze výžlabky, pletenci apod. nebo zcela nezdobená.
  - Otisky mincí.

## Zvony
| Rok  | Obec (okres)                    | Objekt                                     | Zdroj                                |
| ---- | ------------------------------- | ------------------------------------------ | ------------------------------------ |
| 1548 | Hradčany (Praha)                | katedrála svatého Víta, Václava a Vojtěcha | Mádl – zvon Zikmund                  |
| 1548 | Litomyšl (Svitavy)              | kostel Povýšení sv. Kříže                  | Winter                               |
| 1549 | Čistá (Rakovník)                | zvonice kostela sv. Václava                | Smolík                               |
| 1550 | Hradčany (Praha)                | kostel sv. Jiří                            | Kybalová                             |
| 1550 | Nové Město (Praha)              | kostel sv. Klimenta                        | Rybička                              |
| 1550 | Jesenice (Příbram)              | kostel Nejsvětější Trojice                 | Vlasák                               |
| 1550 | Ročov (Louny)                   | kostel Nanebevzetí Panny Marie             | Matějka: Soupis II                   |
| 1552 | Hradčany (Praha)                | katedrála svatého Víta, Václava a Vojtěcha | Podlaha: Soupis I                    |
| 1552 | Budyně nad Ohří (Litoměřice)    | kostel Panny Marie Sněžné                  | Matějka: Soupis IV                   |
| 1552 | Dubany (Litoměřice)             | kostel sv. Petra a Pavla                   | Matějka: Soupis IV                   |
| 1552 | Uhříněves (Praha)               | kostel Všech Svatých                       | Chytil                               |
| 1553 | Praha                           | kostel sv. Prokopa                         | Winter                               |
| 1553 | Nebužely (Mělník)               | kostel sv. Jiljí                           | Podlaha: Soupis VI                   |
| 1553 | Peruc (Louny)                   | kostel sv. Petra a Pavla                   | Matějka: Soupis II                   |
| 1553 | Radouň (Mělník)                 | kostel sv. Havla                           | Winter                               |
| 1553 | Staré Město (Praha)             | kostel Panny Marie před Týnem              | Zap: Týnský chrám                    |
| 1554 | Horní Krupka (Teplice)          | zvonička                                   | signatura na zvonu                   |
| 1554 | Litoměřice                      | kostel Všech Svatých                       | Luksch                               |
| 1554 | Ústí nad Labem                  | kostel sv. Vojtěcha                        | podobnost s jinými zvony             |
| 1554 | Chyšky (Písek)                  | kostel sv. Prokopa                         | Podlaha: Soupis V                    |
| 1554 | Řisuty (Kladno)                 | zvonice kostela sv. Jakuba                 | Velc: Soupis XX                      |
| 1555 | Počepice (Příbram)              | kostel sv. Jana Křtitele                   | Vlasák                               |
| 1556 | Hradčany (Praha)                | katedrála svatého Víta, Václava a Vojtěcha | Podlaha: Soupis I – zvon Dominik     |
| 1556 | Stará Boleslav (Praha – východ) | kostel sv. Václava                         | Zap: Stará Boleslav                  |
| 1556 | Mýto (Rokycany)                 | kostel sv. Štěpána                         | Pamětní síň Mýto                     |
| 1560 | Veclov (Rakovník)               | kostel Všech Svatých                       | Cechner: Soupis XXXIX                |
| 1562 | Libotenice (Litoměřice)         | zvonice kostela sv. Kateřiny               | Matějka: Soupis IV                   |
| 1568 | Jílové u Prahy (Praha – západ)  | kostel sv. Vojtěcha                        | Zap: Jílové                          |
| 1568 | Slatina (Litoměřice)            | kostel sv. Jana Nepomuckého                | Chytil                               |
| ???  | Doksany (Litoměřice)            | kostel Narození Panny Marie                | Soupis IV. Podobnost s jinými zvony. |